# TCP Fast Open
TCP Fast Open ist eine Erweiterung des TCP-Protokolls. TCP Fast Open soll den Austausch von Daten über TCP beschleunigen, indem die ersten beiden der drei Elemente des TCP-Handshakes kombiniert werden. Dazu wird nach dem ersten Handshake auf der Seite des Clients ein Cookie gespeichert, das bei weiteren Anfragen zur Authentifizierung dient. Damit soll die Reaktionsgeschwindigkeit von Webservices erheblich verbessert werden.
TCP Fast Open wurde von der IETF im Dezember 2014 als RFC 7413 publiziert. Der Linux-Kernel unterstützt TCP Fast Open auf der Seite des Clients seit Version 3.6 und serverseitig seit Version 3.7. Seit Version 3.13 wird es standardmäßig eingesetzt.